# Saint-Germain-du-Bel-Air
Saint-Germain-du-Bel-Air település Franciaországban, Lot megyében. Lakosainak száma 604 fő (2022. január 1.). Saint-Germain-du-Bel-Air Concorès, Frayssinet, Montamel, Peyrilles és Saint-Chamarand községekkel határos.

## Népesség
A település népessége az elmúlt években az alábbi módon változott:
| Lakosok száma | 409  | 361  | 422  | 510  | 564  | 574  | 562  | 569  | 567  | 604  |
|               | 1968 | 1982 | 1990 | 2006 | 2013 | 2015 | 2017 | 2019 | 2020 | 2022 |